# Lavinuoz
Der Lavinuoz ist ein acht Kilometer langer linker Nebenfluss des Inns im Schweizer Kanton Graubünden. Der Wildbach entwässert das Val Lavinuoz, ein Seitental des Unterengadins, das vom Piz Linard im Westen und von Piz Fliana, Piz Champatsch und Piz Chapisun im Osten begrenzt wird. 
Der Lavinuoz, der einzig in der Gemeinde Zernez (bis 2015 Lavin) verläuft, entwässert ein Gebiet von rund 22 Quadratkilometern, das Auengebiet Val Lavinuoz von Las Maisas bis zur Alp d'Immez.

## Geographie

### Verlauf
Der Lavinuoz entspringt namenlos auf rund 2950 m ü. M. einem kleinen Gletscher im Gebiet Paraid Alba unterhalb des Grates, der sich von der Torwache nach Südosten zieht.
Nach rund 500 Metern langem Verlauf nach Südosten durch ein Geröllfeld erhält der Bach auf 2617 m ü. M. den Namen Lavinuoz. Kurz darauf stürzt er ins obere Val Lavinuoz und nimmt zugleich mehrere Quellbäche auf, die dem Gletscher Vadret Tiatscha entspringen. Er fliesst nun vorwiegend nach Südsüdosten und passiert den Piz Tiatscha, ehe er das Bergsturzgebiet Las Maisas erreicht, wo er die Abflüsse des Vadret da las Maisas von rechts aufnimmt. Von hier bis zur Alp d'Immez zieht sich nun das Auengebiet Val Lavinuoz, das von regionaler Bedeutung ist. Dabei passiert er die Hütte Chamanna Marangun und durchfliesst das Gebiet Plan San Jon.
Hinter der Alp d'Immez folgt das Gebiet Era Veglia und die Alp Dadoura. Nach einem Kleinwasserkraftwerk säumen nun Wälder die Talhänge, während sich der Lavinuoz in mehreren Kaskaden ins Unterengadin stürzt. Oberhalb von Lavin bildet er eine kleine Schlucht, nach der er von der Hauptstrasse 27 bzw. Hauptstrasse 28 und gleich anschliessend von der Bahnstrecke Bever–Scuol-Tarasp überbrückt wird.
Nach durchfliessen des Dorfes Lavin mündet der Lavinuoz schliesslich auf 1379 m ü. M. von links in den Inn.

### Einzugsgebiet

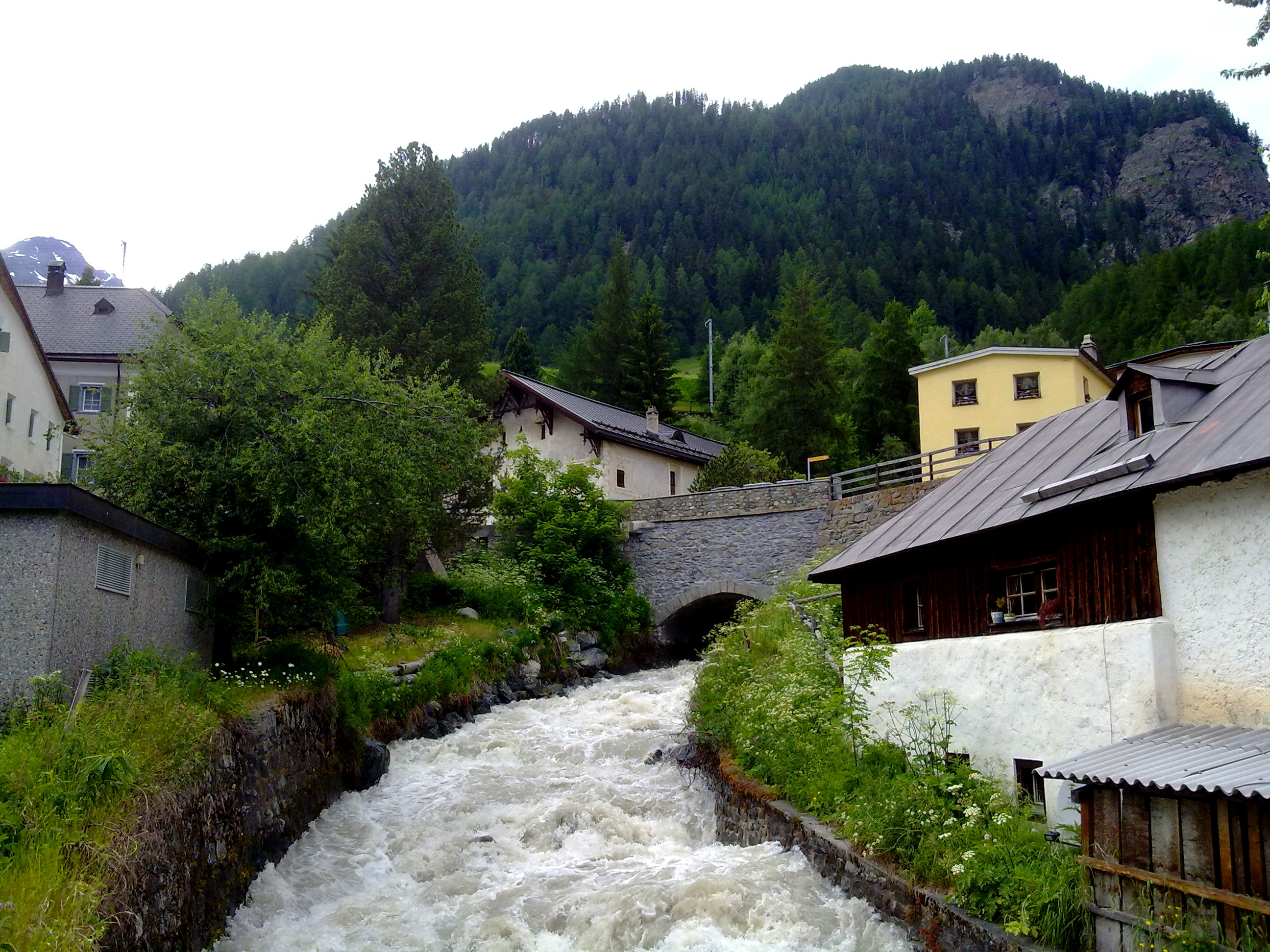
Der Lavinuoz in Lavin

Das Einzugsgebiet des Lavinuoz misst 21,83 Quadratkilometer, davon sind 63,2 % unproduktive Fläche, 15,2 % Landwirtschaftsfläche, 13,8 % Gletscher und Firne, 7,1 % bestockte Fläche, 0,5 % Gewässerfläche und 0,2 % Siedlungsfläche.
Der höchste Punkt liegt auf 3204 m ü. M. am Osthang des Piz Linard, die mittlere Höhe beträgt 2501 m ü. M. und der tiefste Punkt liegt an der Mündung auf 1379 m ü. M.
Der mittlere Abfluss an der Mündung beträgt 0,9 m³/s, mit einem Maximum im Juni mit 2,24 m³/s und einem Minimum im Februar mit 0,14 m³/s. Im Sommer führt der Lavinuoz mehr Wasser bedingt durch die Schneeschmelze.